# Flynas
Flynas (ранее Nas Air)— бюджетная авиакомпания Саудовской Аравии. Базируется в международном аэропорту Короля Халида.
Flynas признавалась ведущей бюджетной авиакомпанией Ближнего Востока пять лет подряд по версии World Travel Awards и три года подряд по версии Skytrax.
Наземное обслуживание авиакомпании во всех аэропортах Саудовской Аравии обеспечивается Saudi Ground Services.

## История
Либерализация на внутреннем рынке авиаперевозок Саудовской Аравии привела к появлению новых авиакомпаний Sama и Nas Air.
17 февраля 2007 года авиакомпания Nas Air, принадлежавшая Национальной авиатранспортной службе (NAS) начала выполнять полёты.

В марте 2008 года Nas Air выполнила первый международный рейс — в Шарджу (ОАЭ).
В 2010 году парк авиакомпании включал в себя 8 Airbus A320 и 6 Embraer E190.
В ноябре 2013 года авиакомпания Nas Air сменила название на Flynas.
В 2017 году авиакомпания заключила крупное соглашение с Airbus на поставку 120 самолётов Airbus A320neo.
Летом 2019 года авиакомпания брала в аренду 13 широкофюзеляжных самолётов, таких как Airbus A380, Airbus A330neo, Boeing 747, Boeing 767 для обслуживания паломников.
В ноябре 2019 году авиакомпания заказала 10 Airbus A321XLR на авиасалоне (Dubai Airshow) в Дубае.
За 2019 год авиакомпания перевезла 7,6 миллионов человек.

## Флот
Флот авиакомпании на март 2020 года состоял из 33 самолётов.

### Галерея
- Airbus A320 (VP-CXX) в старой ливрее, июль 2012
- Embraer ERJ-190 в старой ливрее, январь 2013
- Airbus A320 (VP-CXR) в новой ливрее, ноябрь 2014
- Airbus A319 (VP-CYF) в новой ливрее, сентябрь 2018